# تايلور شيس
تايلور شيس (بالإنجليزية: Taylor Chace)‏ هو لاعب هوكي جليد أمريكي، ولد في 9 مايو 1986 في بورتسموث في الولايات المتحدة.

## روابط خارجية
- تايلور شيس على موقع Paralympic.org (الإنجليزية)